# Pasífil
Pasífil (Pasiphilus, Πασίφιλος) fou general d'Agàtocles de Siracusa.
El tirà el va enviar contra Messana on s'havien refugiat els exiliats siracusans. Pasífil va derrotar a la ciutat i la va obligar a expulsar els exiliats. Una mica després fou enviat altre cop, junt amb Demòfil, contra els exiliats que havien reunit una força important dirigida per Dinòcrates i Filònides, i els va atacar i derrotar totalment a Galària.
El 306 aC, després dels desastres patits per Agàtocles, va desertar i es va passar al bàndol de Dinòcrates amb totes les forces sota el seu comandament; però l'any següent Dinòcrates va fer una pau separada amb Agàtocles i va entregar a Pasífil que fou detingut i executat a Gela (305 aC).